# Cornell 1964
| Recensione | Giudizio |
| ---------- | -------- |
| AllMusic   | [ 1 ]    |
| PopMatters | [ 2 ]    |
| Pitchfork  | 8.9      |

Cornell 1964 è un doppio CD Live a nome di Charles Mingus Sextet with Eric Dolphy, pubblicato dalla casa discografica Blue Note Records nel giugno del 2007.

## Tracce
CD 1
1. Opening – 0:17
2. ATFW You – 4:26 (Jaki Byard)
3. Sophisticated Lady – 4:23 (Duke Ellington, Irving Mills, Mitchell Parish)
4. Fables of Faubus – 29:42 (Charles Mingus)
5. Orange Was the Colour of Her Dress, Then Blue Silk – 15:05 (Charles Mingus)
6. Take the A Train – 17:26 (Billy Strayhorn)

CD 2
1. Meditations – 31:23 (Charles Mingus)
2. So Long Eric – 15:33 (Charles Mingus)
3. When Irish Eyes Are Smiling – 6:07 (Chauncey Olcott, George Graff Jr., Ernest Ball)
4. Jitterbug Waltz – 9:59 (Fats Waller)

## Musicisti
- Charles Mingus - contrabbasso
- Eric Dolphy - sassofono alto, flauto, clarinetto basso
- Clifford Jordan - sassofono tenore
- Johnny Coles - tromba
- Jaki Byard - pianoforte
- Dannie Richmond - batteria

Note aggiuntive
- Sue Mingus e Michael Cuscuna - produttori
- Registrazioni live del 18 marzo 1964 effettuate al Cornell University di Ithaca, New York
- Masterizzazione effettuata al Sony Studios di New York da Mark Wilder
- Ringraziamenti speciali a: Andre Guess, Ed Michel e Stuart Kremsky
- Gordon H. Jee - direzione creativa
- Stefan Peters - illustrazione
- Steve Funaro - design[4]